# Колесо (теория графов)
В теории графов колесом Wn называется граф с n вершинами (n ≥ 4), образованный соединением единственной вершины со всеми вершинами (n-1)-цикла. 
Числовое обозначение колёс в литературе не устоялось — некоторые авторы используют n для обозначения длины цикла, так что их Wn означает граф Wn+1 по определению выше. Колесо может быть определено также, как 1-скелет (n-1)-угольной пирамиды.

## Представление в виде множества
Пусть задано множество вершин {1,2,3,…,v}. Множество рёбер графа-колеса можно представить в виде множества {{1,2},{1,3},…,{1,v},{2,3},{3,4},…,{v-1,v},{v,2}}.

## Свойства
Колеса являются планарными графами, а потому имеют единственное вложение в плоскость. Любое колесо является графом Халина. Они самодвойственны — двойственный граф любого колеса изоморфен самому колесу. Любой максимальный планарный граф, отличный от K4 = W4, содержит в качестве подграфа либо W5, либо W6.
В колесе всегда имеется гамильтонов цикл и число циклов в Wn равно {\displaystyle n^{2}-3n+3} (последовательность A002061 в OEIS).
| 7 циклов в колесе W4. |

Для нечётных значений n Wn является совершенным графом с хроматическим числом 3 — вершины цикла можно выкрасить в два цвета, а центральная вершина будет иметь третий цвет. Для чётного n Wn колесо имеет хроматическое число 4 и (при n ≥ 6) не будет совершенным графом. W7 — это единственное колесо, являющееся графом единичных расстояний на евклидовой плоскости.
Хроматический многочлен колеса Wn равен:
В теории матроидов есть два особо важных вида матроидов — колеса и вихри, и оба вида являются производными от графов-колес. Матроид k-колёса — это графовый матроид колеса Wk+1, а матроид k-вихря получается из матроида k-колеса путём объявления внешнего цикла (обода) таким же независимым множеством, как и его остовные деревья.
Колесо W6 даёт контрпример гипотезе Пола Эрдёша в теории Рамсея — он высказал предположение, что полный граф имеет наименьшее число Рамсея среди всех графов с тем же хроматическим числом. Однако Фаудри и МакКей (Faudree, McKay, 1993) показали, что для W6 число Рамсея равно 17, в то время как для полного графа K4, с тем же хроматическим числом, число Рамсея равно 18. Таким образом, для любого графа G с 17 вершинами либо сам G, либо его дополнение содержит W6 как подграф, в то время как ни граф Пэли, имеющий 17 вершин, ни его дополнение не содержат K4.